# Jasień (Staszów)
Pour les articles homonymes, voir Jasień.
Jasień est une localité polonaise de la gmina et du powiat de Staszów en voïvodie de Sainte-Croix.